# Urechinina
De Urechinina zijn een infraorde van de Holasteroida, een orde van zee-egels (Echinoidea) uit de infraklasse Irregularia.

## Families
- Calymnidae Mortensen, 1907
- Carnarechinidae Mironov, 1993
- Corystusidae Foster & Philip, 1978
- Plexechinidae Mooi & David, 1996
- Pourtalesiidae A. Agassiz, 1881
- Urechinidae Duncan, 1889